# Shibata
Shibata (新発田市 -shi) é uma cidade japonesa localizada na província de Niigata.
Em 2003 a cidade tinha uma população estimada em 90 327 habitantes e uma densidade populacional de 192,37 h/km². Tem uma área total de 469,54 km².
Recebeu o estatuto de cidade em 1 de Janeiro de 1947.